# Opty

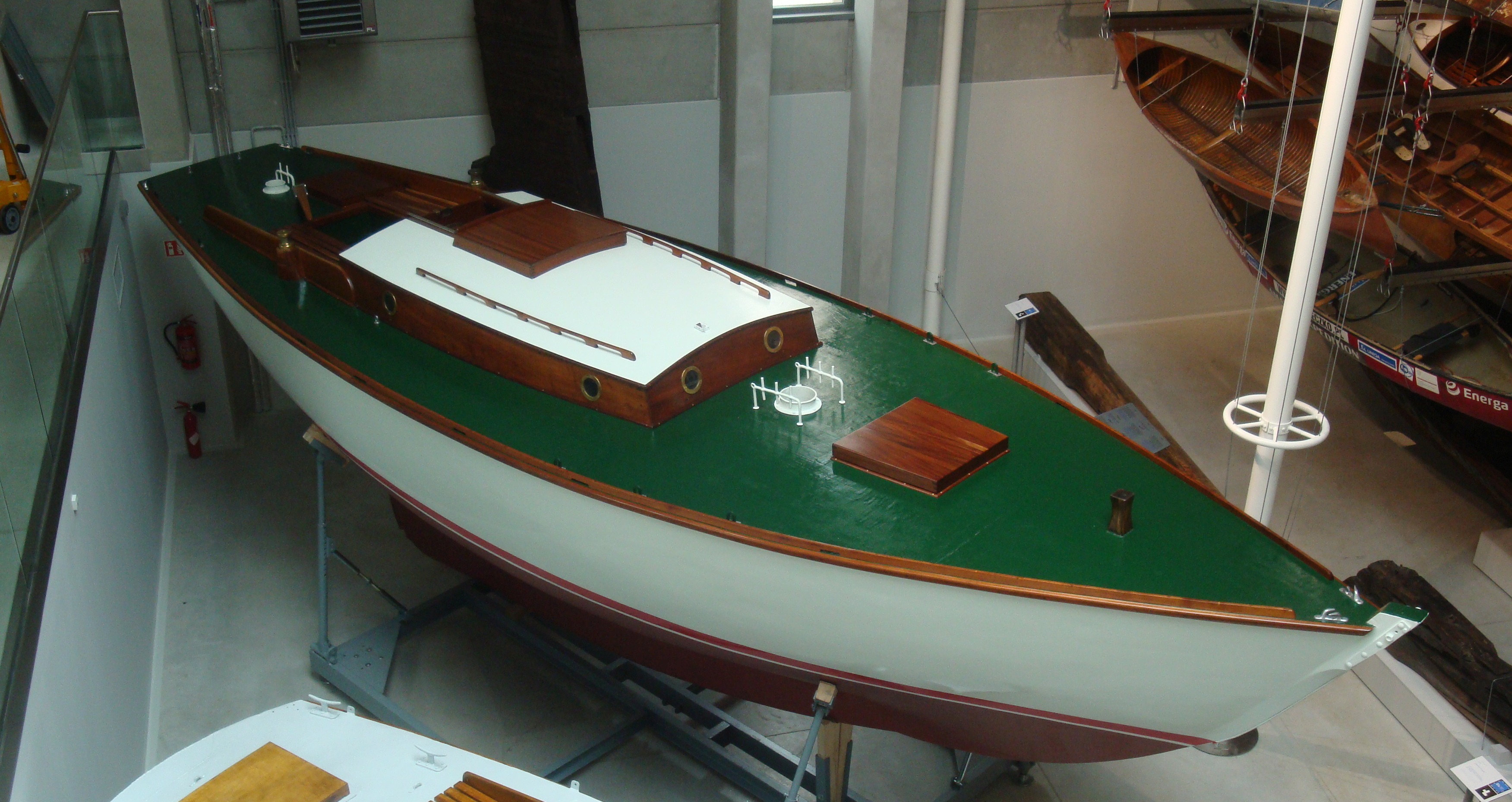
Opty na ekspozycji w Centrum konserwacji Wraków Statków w Tczewie

Opty – polski pełnomorski jacht kilowy klasy „Konik morski” / „Tuńczyk” (konstrukcja inż. Leona Tumiłowicza) z ożaglowaniem bermudzkim typu jol. Jacht ten został zaprojektowany i zbudowany specjalnie dla Leonida Teligi, który w latach 1967–1969 opłynął nim jako pierwszy Polak kulę ziemską w samotnym rejsie.

## Historia i rejsy
Nazwa Opty jest skrótem od słowa „optymista”. Leonid Teliga zbierając pieniądze na jego budowę mawiał: „Jeśli uda mi się zbudować ten jacht, nazwę go OPTY-mista, jeśli nie, to zawsze starczy mi kajak, który nazwę PESY-mista i popłynę nim na jeziora mazurskie”.
1 października 1966 na Opty podniesiono banderę, jednakże Polski Związek Żeglarski nie wyraził zgody na rejs. Powodem była pora roku i związane z nią krótkie dni, niskie temperatury oraz zbyt duży ruch statków na pierwotnie planowanej trasie przez Bałtyk, Morze Północne i Zatokę Biskajską. W związku z tym Ministerstwo Żeglugi dokonało zmiany trasy – rejs miał rozpocząć się w Casablance.
Opty 8 grudnia 1966 wyruszył z Gdyni, by okrążyć Ziemię. Pierwszy etap swej podróży odbył na pokładzie MS Słupsk (PLO) do Casablanki.
25 stycznia 1967 o 15:15 UTC rozpoczyna właściwy start do podróży, wychodząc z portu Casablanka. Leonid Teliga opłynął samotnie cały świat, pokonując odległość ok. 46 tysięcy Mm. Zamknięcie pętli wokółziemskiej trwało 2 lata, 13 dni, 21 godzin, 35 minut.

### Rejs okołoziemski Opty
1967
- 25 stycznia start z Casablanki w Maroku
- 12 lutego zawinięcie do portu Las Palmas w Las Palmas na Wyspach Kanaryjskich
- 16 kwietnia dopłynięcie do Barbadosu
- 1 lipca przejście przez Kanał Panamski
- 28 lipca wyjście na Ocean Spokojny
- 20 września dotarcie do wysp Galapagos
- 26 listopada dotarcie do Oceanii, wyspy Markizy
- 31 grudnia wejście do portu na Tahiti (postój 31 grudnia 1967 – 5 maja 1968)

1968
- 2 czerwca przybycie na wyspy Fidżi
- 19 sierpnia Cieśnina Torresa
- 30 października minięcie Przylądka Igielnego (34°50′S)

1969
- 9 stycznia wejście do portu Dakar
- 23 marca wyjście z Dakaru
- 5 kwietnia o godzinie 11:15 GTM zamknięcie pętli wokółziemskiej na pozycji 23°56′N 023°25′W/23,933333 -23,416667
- 16 kwietnia wejście do portu Las Palmas na Wyspach Kanaryjskich
- 20 kwietnia wyjście z Las Palmas
- 30 kwietnia dotarcie do Casablanki

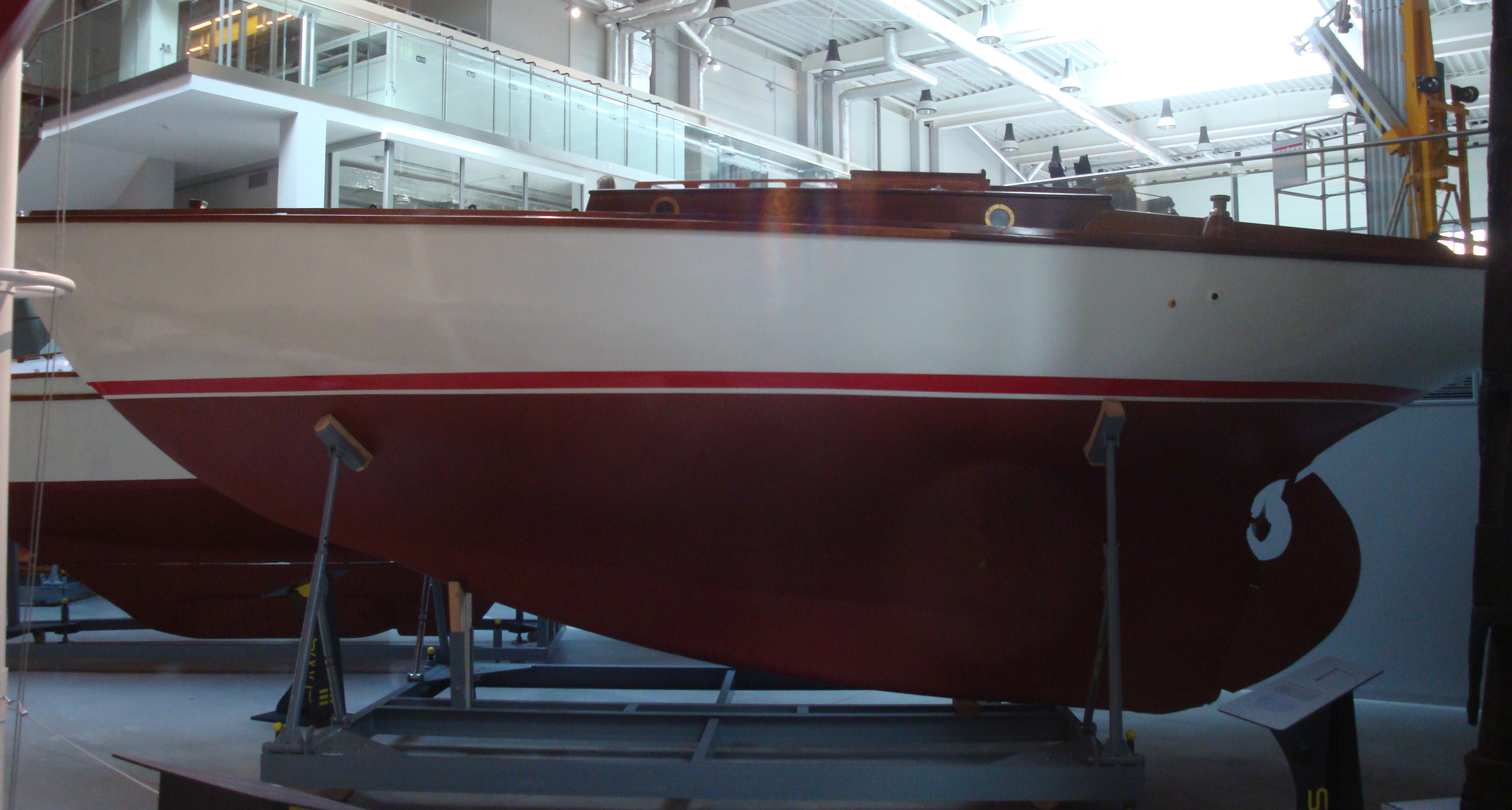
Opty wystawiony w Centrum Konserwacji Wraków Statków w Tczewie

Takielunek i wyposażenie jachtu Opty (wybrane):
- Żagle: fok, fok II, sztormfok, genua, spinaker, 2 x motyle pasatowe, grot, grot sztormowy, trajsel, apsel, bezan, bezan sztormowy
- Zbiorniki: wodny 200 l, wodny 150 l, paliwowy (ropa) 120 l

Po tym rejsie jacht był eksploatowany przez Wyższą Szkołę Morską w Gdyni, a następnie przekazany został do Muzeum Morskiego w Gdańsku. Obecnie odrestaurowana jednostka jest wystawiona w Centrum Konserwacji Wraków Statków (oddziale Narodowego Muzeum Morskiego) w Tczewie.

## Kultura
Bohdan Urbankowski napisał w 2002 wiersz zatytułowany Ostatni rejs "Opty".